# Semana Santa en Ayerbe

## Cofradía de la Sangre de Cristo

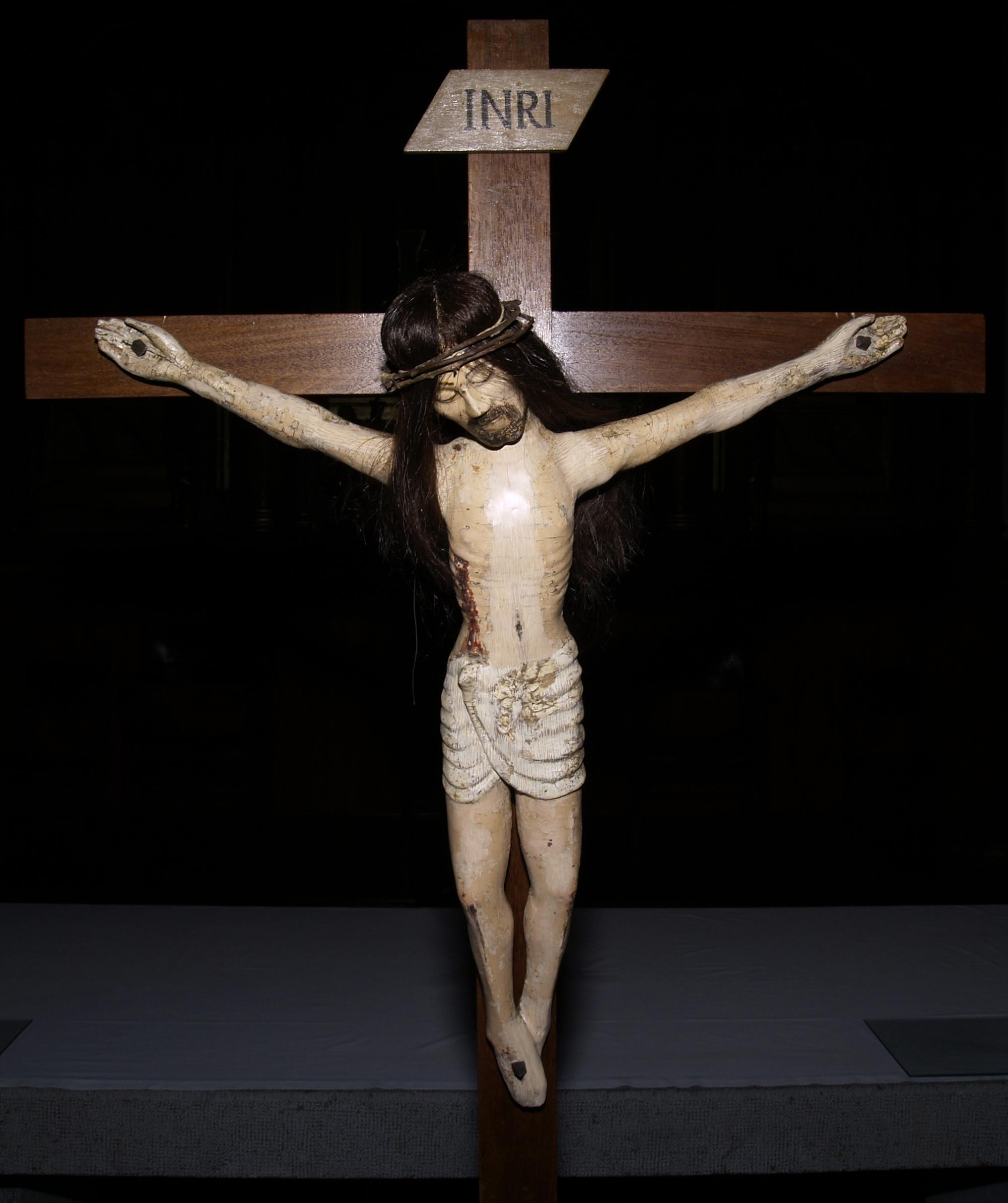
Santo Cristo de Sayetas.

Es la encargada de organizar los desfiles procesionales que tienen lugar en Ayerbe entre el Domingo de Ramos y el Viernes Santo.
Fue fundada en 1699 en el altar del Santo Cristo existente en un lateral de la capilla capitular de Nuestra Señora de Soterrano de la desaparecida Colegiata de San Pedro apóstol. El 22 de agosto de 1861 fue renovada siendo entonces modificados sus estatutos, que fueron aprobados por el Dr. D. Blas López, canónigo penitenciario de la Catedral de Huesca y vicario capitular del obispado, sede vacante.
En 1977 se adoptaron una serie de medidas por el Capítulo General para lograr su supervivencia y en el 2004 fueron modificados de nuevo sus estatutos para adaptarlos a las nuevas disposiciones canónicas.
Su nombre oficial es Cofradía de la Sangre de Cristo. Está puesta bajo el patrocinio del Santo Cristo de Sayetas. Su emblema o distintivo es una cruz roja de doble travesaño. Sus cargos principales reciben las siguientes denominaciones: Prior, Secretario-Tesorero, Vocales y el Consiliario, cargo que recae en el párroco de la villa.
Actos y desfiles procesionales que tienen lugar:

## Domingo de Ramos
Procesión con el paso la Entrada de Jesús en Jerusalén, seguidamente Eucaristía en la parroquia.

## Martes Santo
Vía Crucis o procesión del Encuentro por las calles de Ayerbe.
Desfilan los pasos de Jesús con cruz a cuestas y la Verónica; esta es portada exclusivamente por mujeres.
Igualmente sale en procesión el Santo Cristo de Sayetas, que es llevado por el Prior de la Cofradía.
En muchas casas de la villa, colocan en balcones y ventanas faroles con velas o luz artificial para iluminar el itinerario del Vía Crucis.

## Miércoles Santo
Montaje del Monumento en la capilla del Pilar de la parroquia.
A las 20, en la Catedral de Huesca, Misa crismal, presidida por el obispo de Huesca y concelebrada por el presbiterio diocesano.

## Jueves Santo
Misa en la Cena del Señor; tras su celebración, los romanos montan guardia ante el Monumento hasta el Viernes Santo por la tarde.
A las 23, en la parroquia, tiene lugar la Hora Santa.
24 h, en la plaza Baja o de Ramón y Cajal,
escenificación de la Crucifixión o Enclavación de Cristo, que se realiza en Ayerbe desde el año 2003, fecha en la que comenzó a hacerse por primera vez. Acto seguido, rompida de la hora, con la sección de tambores de la Cofradía asistiendo también de otras cofradías de Huesca y de otras localidades.

## Viernes Santo
Oficio de la Pasión del Señor. Durante su transcurso se venera la imagen del Sto. Cristo de Sayetas
Sobre las 21 aproximadamente, procesión del Santo Entierro, desfilando en el siguiente orden:
- Pendón procesional de la Cofradía (es de color negro);
- Cruz procesional (plata repujada sobredorada, siglo XVI);
- Entrada de Jesús en Jerusalén (principios del siglo XX);
- Oración en el huerto (Ramón Granell Pascual, Valencia, 1959);
- Jesús con la cruz a cuestas (¿principios del siglo XX?);
- Verónica (1960; es portada todavía a hombros por mujeres);
- Las Siete Palabras (faroles de cristal en forma de cruz con las siete frases que dijo Cristo estando en la cruz);
- Santo Cristo de Sayetas;
- Calvario (el Cristo, talla del siglo XVIII, restaurada);
- Romanos (presentes desde muy antiguo en la procesión)
- Sección de tambores
- Dolorosa (imagen y paso, obra de Vicente Valles, Huesca, 1956; la Virgen viste traje u manto de cola de terciopelo negro con bordados de azabache).
- Cristo yacente o La Cama (la imagen, de los años 1953-54, de autor desconocido; el paso es llevado a hombros. Sobre este paso existe una creencia supersticiosa, que dice que en la casa frente a la que se para, ese año alguien fallecerá);
- Manolas;
- Clero parroquial
- Autoridades locales

Como sucede el Martes Santo, en muchos balcones y ventanas por donde desfila la procesión se colocan faroles con velas o luz artificial para alumbrar el itinerario.
Tras la procesión y en la parroquia, veneración del Cristo yacente.

## Domingo de Pascua de Resurrección
A las 23 o 24 de la noche de sábado a domingo, aproximadamente, Solemne Vigilia Pascual.
Aproximadamente a las 12:15 de la mañana, Eucaristía en la parroquia.

## Descripción de los pasos y otros elementos
Pendón procesional
Son dos diferentes los que abren la marcha en las procesiones. 
El Domingo de Ramos es el parroquial. Se trata de una gran bandera de tela adamascada de color rojo. Solo se saca tres veces al año; en esta fecha, para la Fiesta del Voto o Día de la Virgen de Casbas y en la procesión de Santa Leticia.
El Martes Santo y el Viernes Santo corresponde este honor al de la Cofradía. Es semejante al anterior en cuanto a tamaño y forma pero esta vez es de color negro ostentando en su centro una cruz roja de brazos iguales.
En ambos casos son portadas en un palo de considerable altura.
Cruz procesional parroquial
Se sacan dos ejemplares, ambos buenas piezas de la orfebrería aragonesa del siglo XVI.
El Domingo de Ramos y el Viernes Santo se procesiona la de tamaño más grande, de plata repujada dorada, cuyos brazos flodelisados están labrados con diversas labores, las imagen de Cristo crucificado y de Dios Padre sentado en un trono más las figuritas de la Virgen María, san Juan apóstol, los símbolos de los evangelistas, pelícano eucarístico y triunfo de Cristo sobre la muerte. 
El Martes Santo se lleva la de tamaño más pequeño, de plata repujada en su color. Es semejante a la anterior aunque ostenta una más primorosa ornamentación decorativa que llama la atención.
Ambas están restauradas.
Van acompañadas de dos acólitos con ciriales.
Entrada de Jesús en Jerusalén o paso de la Burreta
Paso presente en la procesión desde los primeros años del pasado siglo XX. En 1948 ya tuvo que ser restaurado. Ahora va provisto de ruedas. Lo componen tres figuras de madera tallada de las realizadas para ser vestidas. Jesús va montado a caballo en una burreta mientras dos niños hebreos lo aclaman llevando en sus manos ramas de olibera. 
Sale dos veces en procesión, el Domingo de Ramos y el Viernes Santo
La Oración en el huerto
Grupo escultórico, obra del escultor valenciano Ramón Granell Pascual, adquirido y estrenado en 1959. Fue el primer paso en llevar ruedas. Es una copia del realizado por Salzillo para la Semana Santa murciana. Jesús, arrodillado, es confortando por un ángel que teniendo la mano derecha levantada le señala algo en el cielo. El ángel muestra semidesnudo parte de su torso. Lleva, como complemento, una gran rama natural de olibera. Paso de gran interés artístico.
Jesús con la cruz a cuestas
Imagen tal vez de principios del siglo XX. No se sabe quién la realizó. En marzo de 1949 se acordó restaurarla y hacerle paso nuevo, que ahora está dotado con ruedas. Jesús coronado de espinas y el rostro ensangrentado sujeta con ambas manos la cruz, que porta sobre el hombro derecho. De talla de madera son la cabeza, manos y pies, el resto es un armazón. Viste preciosa túnica de terciopelo morado e hilo de oro. La cruz ha sido renovada recientemente.
Sale dos veces en procesión, el Martes Santo y el Viernes Santo.
La Verónica
Imagen adquirida y estrenada en 1960. De autor desconocido. La peana fue realizada en 1961 llevando ruedas en la actualidad. De talla de madera son la cabeza, brazos y manos siendo lo restante un armazón. Llama la atención la expresión del rostro, que refleja dolor. Va ataviada con vestimenta demasiado actual llevando descubierta la cabeza, algo impensable en la época en que vivió, y ostentando algunas joyas. En sus manos muestra el paño donde quedó plasmado el rostro de Jesús. Es portada exclusivamente por mujeres.
Sale dos veces en procesión, el Martes Santo y el Viernes Santo.
Las Siete Palabras
Faroles de cristal en forma de cruz latina con las siete célebres frases que Jesús pronunció mientras agonizaba en la cruz.

Santo Cristo de Sayetas 
Venerada imagen de Jesús en la cruz, bajo cuyo patrocinio está puesta la Cofradía de la Sangre de Cristo. Talla de madera (¿siglo XVI?) restaurada el año 2008. 
El Viernes Santo es revestido con un manto de terciopelo negro siendo llevado por el prior de la Cofradía, acompañado de dos personas escoltándolo con otros tantos ciriales.
Sale en procesión dos veces al año, el Martes Santo y el Viernes Santo. 
Calvario
Paso compuesto por tres esculturas, de diferente tamaño, procedencia e interés artístico. Se desconoce el autor de ellas. 
El Cristo crucificado es una interesante talla de madera del siglo XVIII actualmente restaurada; llama la atención la postura de Jesús en la cruz, el cual aparece ya muerto con la cabeza ladeada hacia el costado derecho, los ojos medio abiertos y la boca semiabierta. 
Las imágenes de la Virgen María y del apóstol san Juan posiblemente proceden de principios del pasado siglo XX. Realizadas en madera policromada pese a que sus volúmenes son sinuosos guardan una muy considerable desproporción con relación a la imagen del crucificado, dado que son más pequeñas; carecen de interés artístico y proceden de un paso, ya desaparecido, donde se representaba la escena del Calvario. 
Soldados romanos
Grupo de soldados astiarios de lanza, presentes desde muy antiguo en la procesión, que recuerdan a los que escoltaron y custodiaron a Jesús hasta el monte Gólgota.
Además de salir en la procesión del Viernes Santo montan guardia en la parroquia ante el Monumento entre la tarde del Jueves Santo y la mañana del Viernes Santo, hasta la celebración del Oficio de la Pasión del Señor. 
Grupo de tambores y dulzainas
Con sus atronadores sones y su música recuerdan el momento en que, según el relato evangélico, se produjo un terremoto en el preciso momento de expirar Jesús.
Virgen Dolorosa
Es el paso más espectacular, vistoso y de más calidad artística, presente en Ayerbe desde 1956. La imagen, la corona que porta y el paso son obra de Vicente Vallés (Huesca, 1956), autor asimismo de las dolorosas de Huesca y de Jaca. De talla de madera son la cabeza y las manos de la Virgen siendo lo demás un armazón. Va ataviada con rico traje y manto de cola de terciopelo negro, ofrecido por señoras de la localidad, ostentando un discreto pero sin embargo rico y elegante a la vez bordado de azabache en el traje y en la parte trasera del manto. Los claveles que adornan el paso son muy solicitados.
Cristo yacente o La Cama
Único paso que todavía es llevado a hombros. Quienes lo llevan visten la túnica negra propia de los miembros de la Cofradía. La imagen, de las seriadas en escayola, fue adquirida por los años 1953-54. En Sariñena se guarda otra imagen semejante.
El paso, todo de madera pintada de negro, se cubre con dosel del mismo material. Las molduras, crestería del dosel y otros detalles ornamentales están dorados. Lleva asimismo colgaduras de terciopelo morado con galones de hilo de plata.
Los claveles que adornan el paso son muy solicitados